# Abivax
Abivax est une société de biotechnologie cotée à la bourse de Paris. Ses recherches et essais cliniques exploitent le système immunitaire afin de développer des nouveaux traitements contre les maladies inflammatoires, les maladies virales et le cancer. La société est basée à Paris et coopère étroitement avec le laboratoire collaboratif du CNRS à Montpellier.

## Création et introduction en bourse
Abivax a été fondée en décembre 2013 à Paris par Truffle Capital et Phillipe Pouletty, cofondateur et président du conseil d’administration.
En 2015, Abivax est introduit en bourse sur le marché réglementé d’Euronext à Paris, levant 57,7 millions d’euros, un montant record pour une société de biotechnologie française sur Euronext à Paris. L'entreprise fait une autre levée de fonds de 28 millions d’euros en octobre 2020.
Dans un premier temps, Abivax s’est concentré sur le développement d’un nouveau traitement contre le VIH avec son candidat médicament ABX464, également nommé obefazimod. La molécule ayant démontré un effet anti-inflammatoire puissant dans les essais précliniques, Abivax a décidé de mener une étude clinique de Phase 2a dans la rectocolite hémorragique, une maladie inflammatoire de l’intestin (MICI). Sur la base des résultats prometteurs de cette étude clinique dans la rectocolite hémorragique, la Société a décidé de se concentrer sur le traitement des maladies inflammatoires chroniques.
En 2022, Abivax acquiert la société luxembourgeoise Prosynergia pour 3 à 4 millions d'euros.
Le 16 août 2022, Philippe Pouletty démissionne de la présidence du conseil d'administration et est remplacé à titre provisoire par Corinna zur Bonsen-Thomas. En avril 2023, Marc de Garidel est recruté comme président-directeur général et président du conseil d’administration de la société Abivax,,. En octobre 2023, Abivax effectue « la plus importante introduction en Bourse sur le Nasdaq réalisée par une biotech française et européenne ».

## Portefeuille de produits en développement

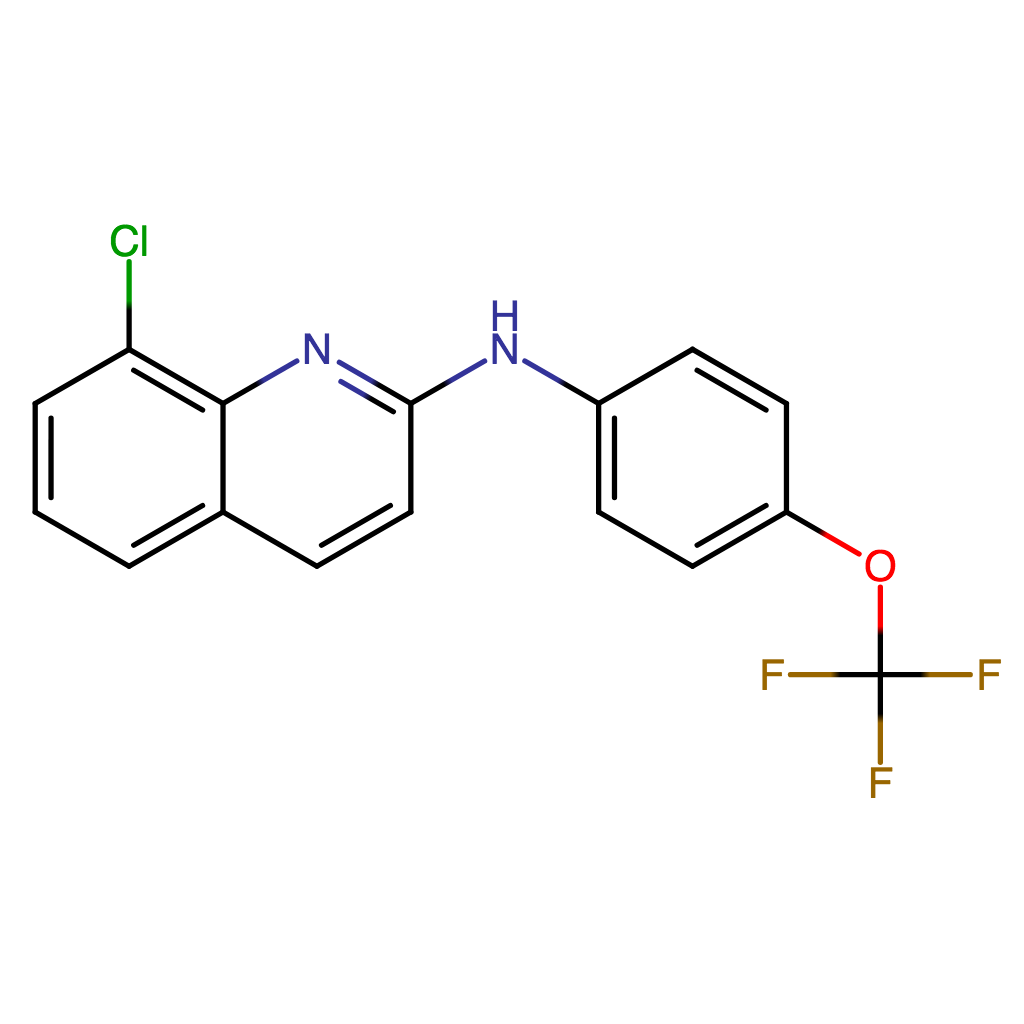
La molécule ABX464

### ABX464 pour les maladies inflammatoires
Abivax se concentre sur le traitement des maladies inflammatoires, à savoir la rectocolite hémorragique (piste confirmée en avril 2022), la maladie de Crohn, la polyarthrite rhumatoïde mais aussi le COVID-19 (piste abandonnée en 2021), où le syndrome d’hyper-inflammation est connu pour être la cause de la forme sévère de la maladie. Son candidat médicament phare, ABX464, est une petite molécule orale, première de sa classe. Elle augmente l'expression du mir-124, un Micro-ARN qui a une action anti-inflammatoire.
Elle a démontré un bon profil de sécurité et de tolérance ainsi qu’une activité anti-inflammatoire puissante lors des essais précliniques et cliniques dans la rectocolite hémorragique et le VIH.

#### ABX464 pour le traitement de la rectocolite hémorragique (RCH)
ABX464 est testé dans le cadre d’un essai clinique de Phase 2b chez des patients atteints de la rectocolite hémorragique modérée à sévère. Cet essai, composé d’une étude d’induction et d’une étude de maintenance, est mené dans 15 pays européens, ainsi qu’au Canada et aux États-Unis, et fournit des résultats encourageants annoncés le 25 mai 2021. Les études d’induction et de maintenance de Phase 2a précédemment menées dans cette indication ont généré des résultats prometteurs après la deuxième année de traitement, en ce qui concerne le bon profil de sécurité, la bonne tolérance ainsi que l’efficacité durable d’ABX464. Abivax annonce en avril 2022 que cet essai donne d'excellents résultats (avec 55% de rémission clinique au bout d'un an) et prépare un essai phase III. Cet essai est approuvé par le comité national d'éthique américain. Pour l'entrée en phase III, le médicament est désigné sous le nom de obefazimod.  En juillet 2025, l'entreprise annonce que les deux essais cliniques menés de phase 3 ont des résultats positifs. Le cours de son action en Bourse grimpe de plus de 520 % au cours de la journée du 23 juillet 2025 à Paris, et s’est envolé de plus de 560 % peu après l’ouverture, sur le Nasdaq, à New-York,.
Une étude de phase I de ABX464 est autorisée au Japon, afin de vérifier le comportement de japonais sains avec le médicament. Elle finit au cours du 2e semestre 2022 et se poursuit par une étude de phase III sur la RCH.

#### ABX464 pour le traitement de la maladie de Crohn
En raison du bon profil de tolérance et les résultats d’efficacité prometteurs d’ABX464 lors de l’étude de phase 2a ainsi qu’en raison des similitudes cliniques de la maladie de Crohn et de la RCH, Abivax prépare le lancement d'une étude pivot de Phase 2b/3 pour le traitement de la maladie de Crohn.

#### ABX464 pour le traitement de la polyarthrite rhumatoïde (PR)
En plus des observations cliniques chez les patients atteints de RCH, Abivax a généré des données précliniques prometteuses à partir de modèles animaux d’arthrite induite par le collagène. Ces résultats étaient décisifs pour faire avancer ABX464 dans un essai clinique de Phase 2a qui est en cours dans la polyarthrite rhumatoïde. L’étude vise à évaluer la tolérance d’ABX464 administré en association avec le méthotrexate, chez des patients atteints de PR active modérée à sévère. Elle doit fournir des résultats en juin 2021. Les patients inclus dans l’étude présentaient une réponse inadéquate au méthotrexate ou / et à un ou plusieurs Facteurs de Nécrose Tumorale alpha (TNFα).

#### ABX464 pour le traitement de la COVID-19
Un triple effet potentiellement bénéfique d’ABX464 est escompté pour réduire la gravité de la maladie COVID-19 :
- anti-inflammatoires pour combattre syndrome de détresse respiratoire aigüe (SDRA) ou orage cytokinique,
- anti-viral,
- de réparation tissulaire.

Abivax s'est intéressé aux patients à haut risque,. La Société a ainsi lancé un essai clinique de Phase 2b/3 d’ABX464, sur 1034 patients en Europe et en Amérique. Pour réaliser cet essai, Bpifrance a financé Abivax à hauteur de 36 millions d'euros. La molécule est alors labellisée priorité nationale de recherche en décembre 2020, en raison de ses effets prometteurs contre les formes graves du Covid,.
Finalement, en mars 2021, l'entreprise annonce un arrêt prématuré des essais cliniques de phase 2b/3, ceux-ci n'ayant pas démontré de différence d'effets entre un groupe placebo et un groupe testé ABX464 concernant la COVID-19. Cet arrêt marque la fin de la tentative d'utiliser l'ABX464 en vue de traiter la COVID-19, mais les essais continuent contre les autres maladies inflammatoires chroniques.

### ABX196 pour le traitement du carcinome hépatocellulaire (CHC)
ABX196 est le deuxième candidat médicament d’Abivax actuellement en développement clinique. ABX196 a été développé en tant qu’agoniste synthétique de cellules iNKT, démontrant des effets de renforcement immunitaire dans des modèles de cancer. En collaboration avec le Scripps MD Anderson Cancer Center à San Diego, Californie, et le MD Anderson Cancer Center à Houston, Texas, Abivax mèneun essai clinique de Phase 1/2 d'ABX196 pour traiter les patients atteints de carcinome hépatocellulaire, la forme du cancer du foie la plus fréquente. Les données doivent être publiées avant la fin du deuxième trimestre 2021.

## Activités de recherche
Abivax mène tous ses travaux de R&D à Montpellier en France où la moitié des effectifs de l’entreprise est basée dans son laboratoire collaboratif. Les scientifiques de Montpellier collaborent étroitement avec le Centre National de la Recherche Scientifique (CNRS), l’Institut Curie et l’Université de Montpellier.